# Leucanopsis strigulosa
Leucanopsis strigulosa är en fjärilsart som beskrevs av Walker 1855. Leucanopsis strigulosa ingår i släktet Leucanopsis och familjen björnspinnare. Inga underarter finns listade i Catalogue of Life.